# 大阪難波駅
大阪難波駅（おおさかなんばえき）は、大阪府大阪市中央区難波四丁目にある、近畿日本鉄道（近鉄）・阪神電気鉄道（阪神）の駅。駅番号は近鉄がA01、阪神がHS 41。

## 概要
難波を東西に走る千日前通の地下に位置している。近鉄の難波線と、阪神の阪神なんば線が乗り入れており、それぞれの終点となっているが、両路線は当駅を介して相互直通運転を行っている。両社の共同使用駅であり、近鉄の管轄駅である。阪神なんば線については、阪神は自社で線路を保有しない第二種鉄道事業者となっており、線路を保有している第三種鉄道事業者は西大阪高速鉄道である。
1970年に近鉄難波線の「近鉄難波駅」として開業し、2009年に阪神なんば線が当駅に乗り入れるとともに駅名を「大阪難波駅」に名称変更した。大阪・ミナミの玄関口である難波の千日前通の地下に位置しており、南海難波駅やOsaka Metro難波駅、JR難波駅との乗り換え駅である。当駅の周辺には難波や道頓堀、千日前といったミナミの繁華街が広がっている。
近鉄奈良線の列車は全て難波線に直通するため奈良線における大阪側の実質的なターミナル駅となっており、奈良線方面に直通する列車は特急を含めて全ての種別が発着する。大阪線方面に直通する列車は名古屋・伊勢志摩方面に向かう特急列車のみとなっており、特急以外の列車は2駅隣の大阪上本町駅地上ホームから発着している（一部の伊勢志摩方面の特急も大阪上本町駅を起点としている）。このため、当駅から特急以外で大阪線方面へ行くためには大阪上本町駅 - 布施駅間のいずれかの駅での乗り換えが必要であるが、鶴橋駅であれば同じホームで対面乗り換えが可能である。また、当駅から近鉄名古屋まで特急なしで行くには最低2回の乗換が強いられる。
近鉄難波線開業により、近鉄奈良線・大阪線系統のターミナル機能が大阪上本町駅から当駅に大きく移譲された。大阪 - 名古屋間を結ぶ名阪特急は全て当駅を始発としている。1994年から2003年の間は夜間を除き、伊勢志摩方面に向かう大阪線特急は全て大阪上本町駅地上ホームから発着していたが、2003年のダイヤ改正より阪伊特急賢島行き列車の始発駅が難波線を介して一部当駅へと変更され、2004年のダイヤではさらに増発された。現在は多くの阪伊特急が大阪上本町駅ではなく当駅を始発としており、当駅のターミナルとしての役割はますます増加していった。
2009年3月20日、阪神西大阪線が西九条駅から当駅まで延伸開業されるとともに路線名を阪神なんば線に改称し、近鉄奈良線（難波線）と直通運転を開始した。当駅を介して神戸三宮駅 - 近鉄奈良駅間を快速急行が70分台で結んでいる。なお、阪神なんば線の開業後も当駅は近鉄の管轄駅となっている。
「近鉄難波駅」から「大阪難波駅」に駅名改称する前も、近鉄特急においては当駅行きの列車に関しては（名古屋など遠方の駅では）当駅が大阪側のターミナル駅であることを強調するため、「大阪・難波行き」と案内することがあった。これは同じく特急の始発・終着駅である「大阪上本町駅（旧・上本町駅）」でも同様「大阪・上本町行き」であった。上記のような慣例的な呼び名が広く定着していることや、阪神との共同使用駅となることから、直通運転開始に合わせて駅名を「近鉄難波駅」から「大阪難波駅」と改称された。なお、ホームに電車が到着した時などに自動放送される駅名は「大阪難波、難波です」となっている。
阪神では大阪梅田駅（旧・梅田駅）と共に大阪側のターミナルと位置づけているが、大阪梅田駅は旧梅田駅時代から放送上と駅構内案内看板と共に「大阪 梅田」と案内しているのに対し、当駅は放送上は正式駅名の「大阪難波」で、当駅以外の阪神の駅構内案内看板では『難波方面』と表記されている。
2004年まで存在したプロ野球球団の大阪近鉄バファローズ（現在のオリックス・バファローズ）の、1997年から最後の年となった2004年までの本拠地大阪ドーム（京セラドーム大阪）には、近鉄の管轄する駅の中では最も近い駅だった。

### 当駅からの接続路線
地下通路を通り、以下の路線との乗り換えが可能である。
なお、近鉄けいはんな線とOsaka Metro中央線の連絡乗車券は、長田駅経由と指定されているため、Osaka Metro難波駅を経由することはできない。
- 南海電気鉄道 - 難波駅[注 1]（NK01）
  - 南海本線
  - 南海高野線
- 大阪市高速電気軌道（Osaka Metro） - 難波駅[注 1]
  - 御堂筋線（M20）
  - 四つ橋線（Y15）
  - 千日前線（S16）
- 西日本旅客鉄道（JR西日本） - JR難波駅（JR-Q17）
  - 関西本線（大和路線）

隣の近鉄日本橋駅も地下街「なんばウォーク・虹のまち」で結ばれており、以下の路線とも乗り換え可能。
- 大阪市高速電気軌道（Osaka Metro） - 日本橋駅
  - 堺筋線 (K17)

## 歴史
- 1970年（昭和45年）3月15日：近鉄難波線開通と同時に近鉄難波駅として開業[3]。
- 1971年（昭和46年）4月1日：定期券専用自動改札機を設置し、供用開始[4]。
- 2007年（平成19年）4月1日：ICカード「PiTaPa」供用開始[5]。
- 2009年（平成21年）3月20日：阪神なんば線が開業し、同時に行われたダイヤ改正で近鉄難波線との相互直通運転を開始[6]。駅名を大阪難波駅に改称[7][6]。
- 2014年（平成26年）4月1日：阪神側の駅ナンバリング（HS 41）導入[注 5]。
- 2015年（平成27年）8月20日：近鉄側の駅ナンバリング（A01）導入。

## 駅構造
島式ホーム1面・単式ホーム1面による2面3線の地下駅で、南北に貫くOsaka Metro御堂筋線・四つ橋線の下を通るために、東西に並行する千日前線ホームと同じ地下3階にある。改札口は東西2か所に設けられている。桜川側に引き上げ線が1本あり、近鉄難波線方面からの折り返しに用いられている。
桜川側の引き上げ線は1線だが、当駅発着の列車は多数設定されている。そのため、特急列車はメイン乗り場をホーム前寄り（大阪上本町側）にし、後ろ寄りの空いたスペースに次の列車をいち早く待機させる縦列停車の手法を採ることもある。なお、かつて3本あった引き上げ線のうち2本は、西九条駅から延伸された阪神なんば線に転用されたため、代替として桜川駅のドーム前側に2本の引き上げ線が設置され、回送列車は桜川駅で折り返す形態がとられるようになった。そのため、当駅での乗務員交代は行わず、近鉄の乗務員が桜川駅まで担当する。
ただし一部の当駅発特急列車は近鉄日本橋寄りの渡り線を使用して直接1・2番線に入線する（折り返す前が回送列車の場合のみ）。

### 駅設備
自動改札機は全てPiTaPa・ICOCA対応。PiTaPaや相互利用できるIC乗車券を利用する際乗車記録として表示される表示は阪神電鉄線を利用した場合は「阪神　大阪難波」で、近鉄線は「近鉄　大阪難波」となる。
自動券売機は西口には阪神専用の自動定期券発売機も設置されている。なお、自動券売機で近鉄全線・阪神全線（大阪梅田駅を除く）の乗車券、神戸高速線（花隈駅を除く）・山陽電気鉄道・神戸電鉄への連絡乗車券が購入可能なのは当駅のみである。近鉄の特急券、定期券は共に有人窓口および専用の券売機にて即時購入が可能。
自動精算機は当駅設置の阪神専用自動精算機でもICカードが使用できる。

### のりば
| のりば | 路線                 | 行先                           | 備考                                 |
| ------ | -------------------- | ------------------------------ | ------------------------------------ |
| 1・2   | A 近鉄難波線・奈良線 | 近鉄奈良・近鉄名古屋・賢島方面 |                                      |
| 3      | ■阪神なんば線        | 尼崎方面                       | 奈良方面からの当駅止まりの列車も入線 |

### 付記事項
- 阪神なんば線が開業するまでは、乗車ホームは1番線が特急専用ホーム・2番線がその他の列車種別用のホーム・3番線は降車専用ホームと振り分けられていた。（現在は特急は2番線から発着することが多いが、時間帯によっては1番線からの発着もある）また、3番線には方向幕操作支援のため折り返し列車の種別・行先を表示する小型の行先表示機が設置されていた。なお、1980年代前半までは夕ラッシュ時に一部の快速急行が1番線から発車していたこともあった。
- 1番線は、前述の通りホーム前寄りに6両編成が停車した場合の最後部直後の位置に第2場内信号機を備え、先行列車が6両以下の場合に限り後ろ寄りに次の列車を進入させることができる。
- 3番線も、この1線で近鉄側から到着する全ての営業列車を受け入れるため、同様の位置に第3場内信号機を備える[注 8]。

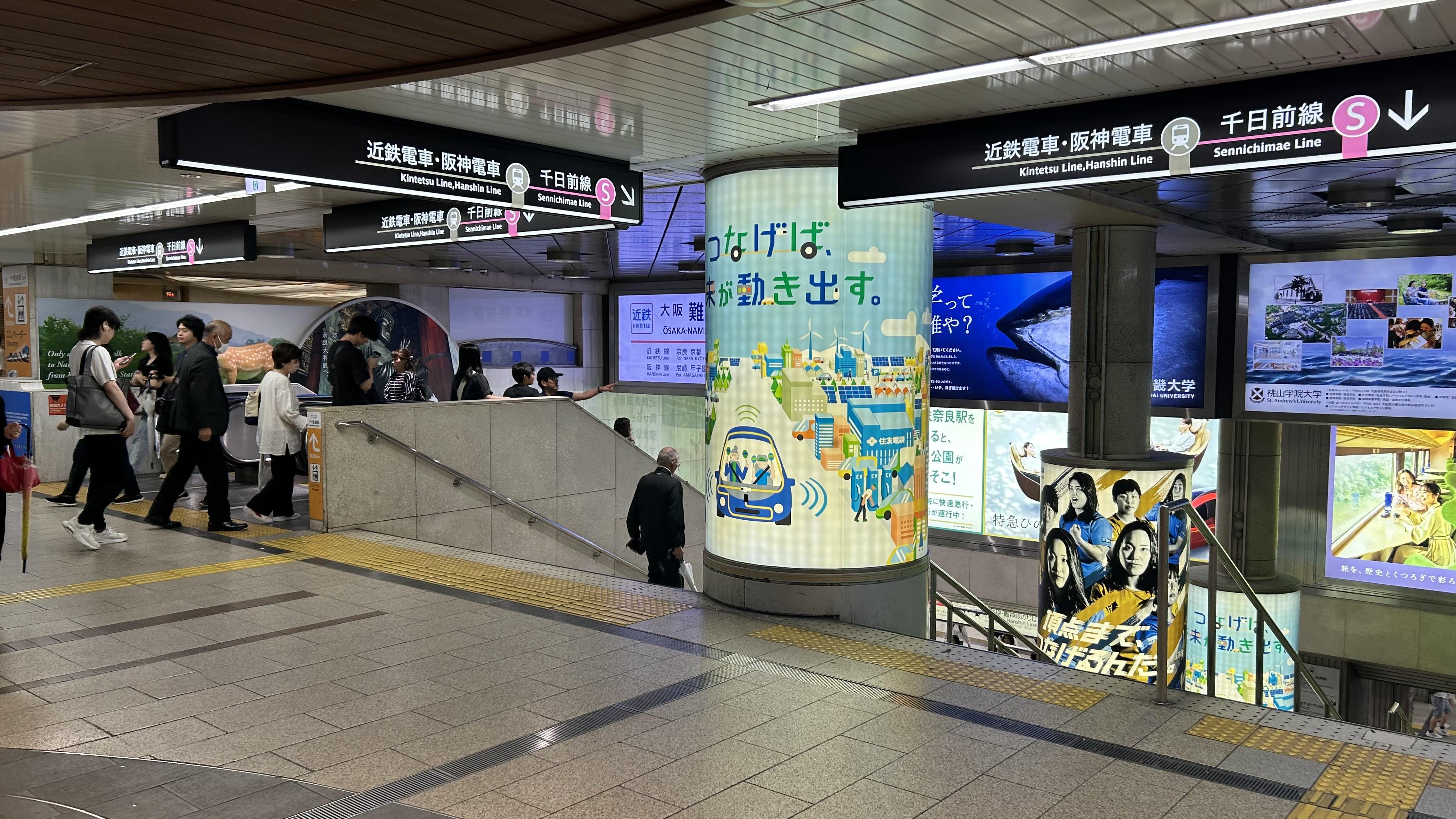
東口（2024年6月）
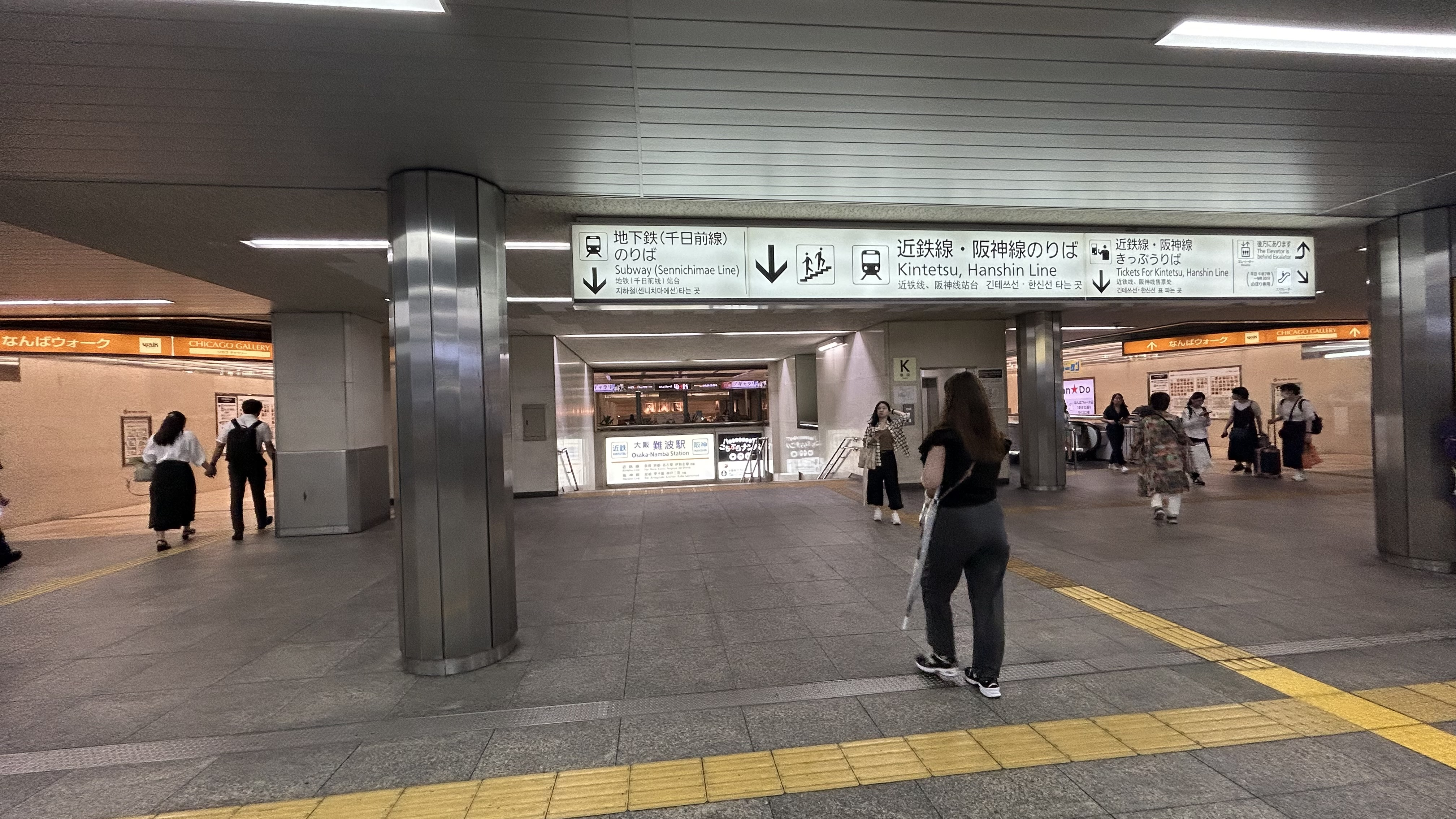
西口（2024年6月）
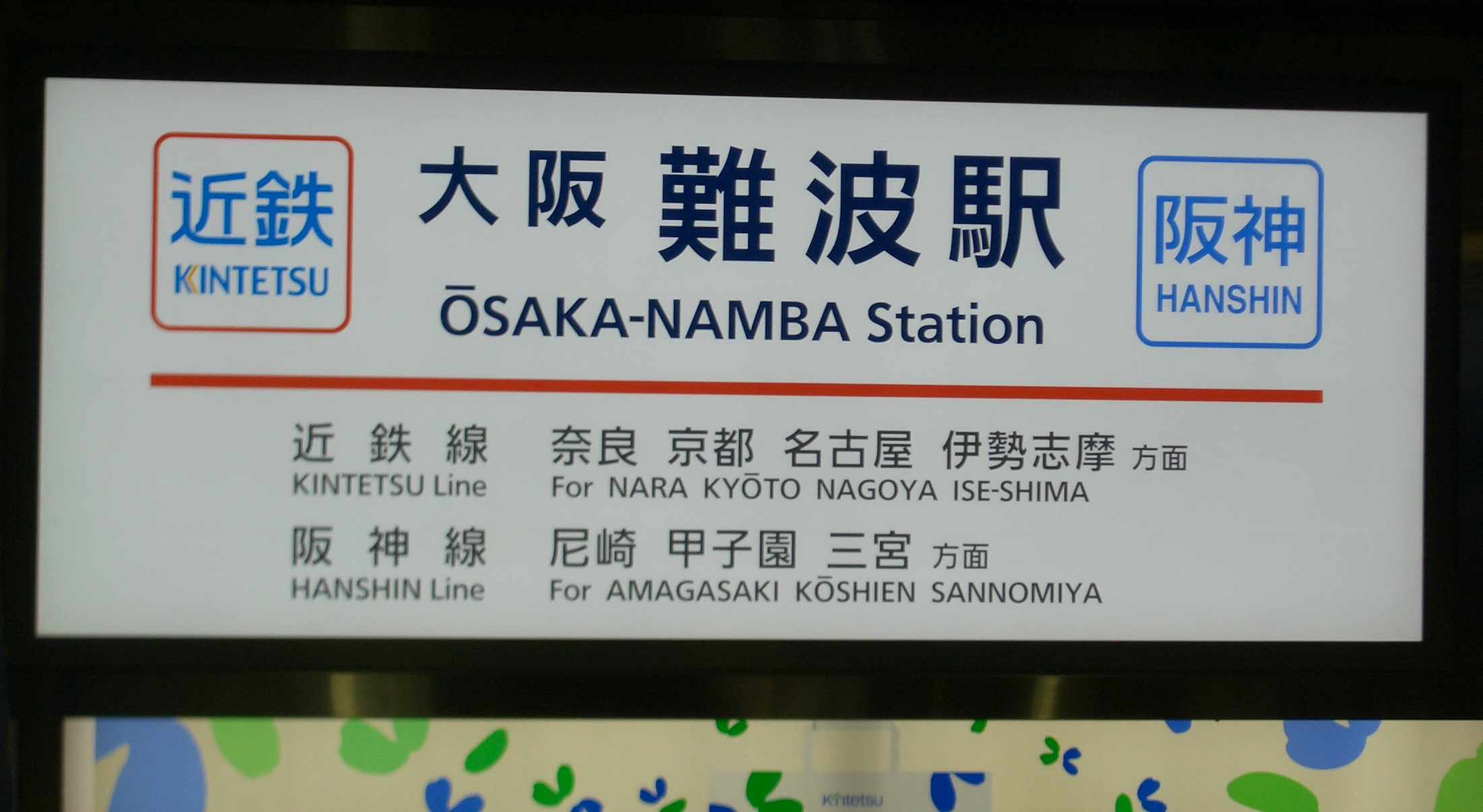
駅入口の看板
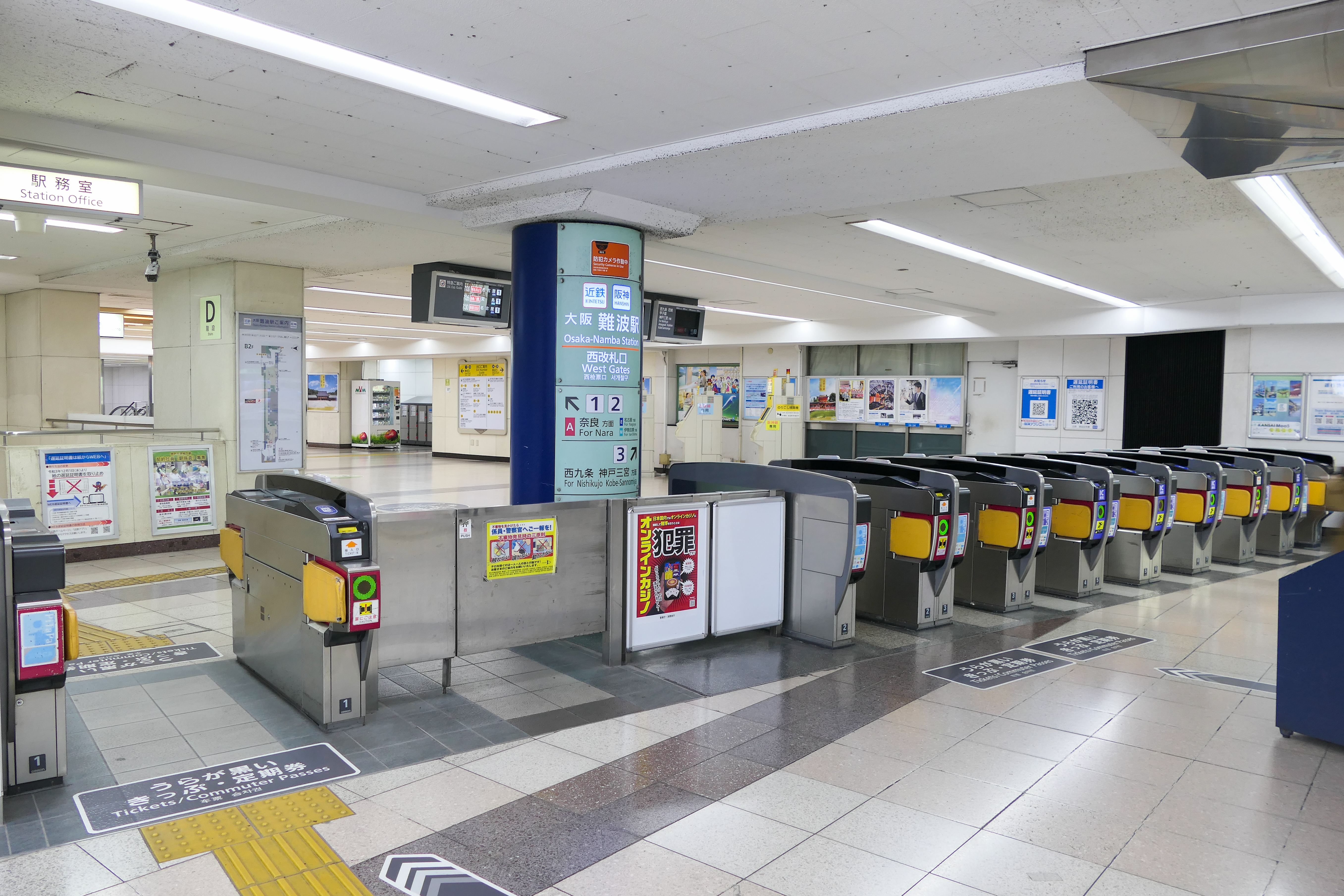
西改札口（2023年12月）
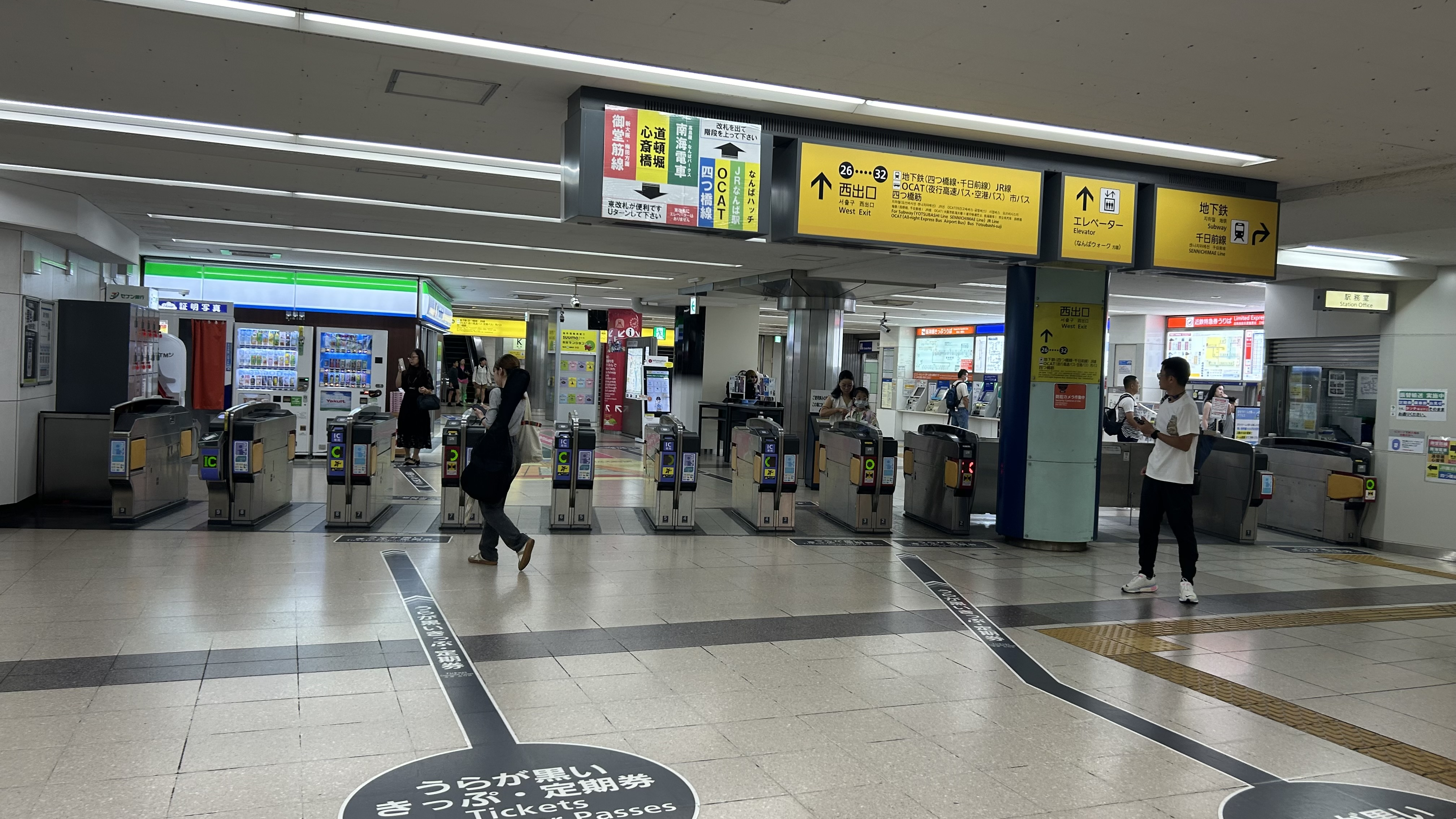
東改札口（2024年6月）
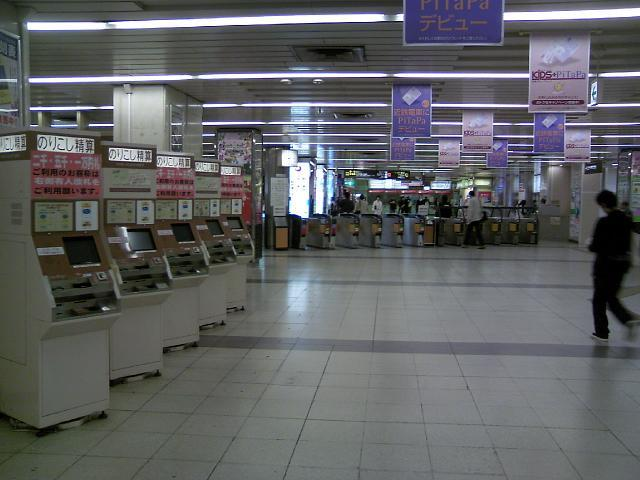
西改札口（近鉄難波駅時代、2007年頃）
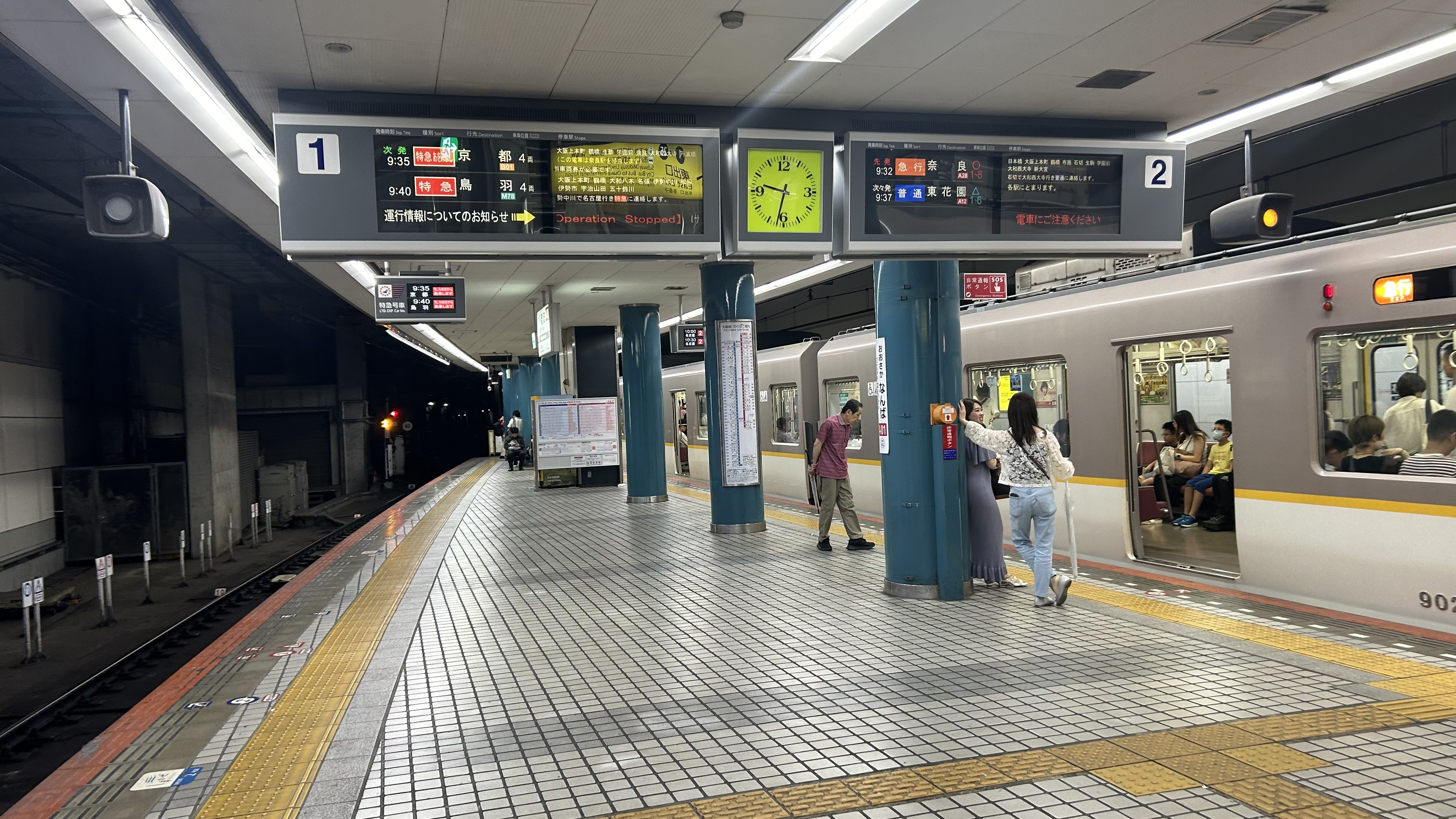
1・2番線ホーム（2024年6月）
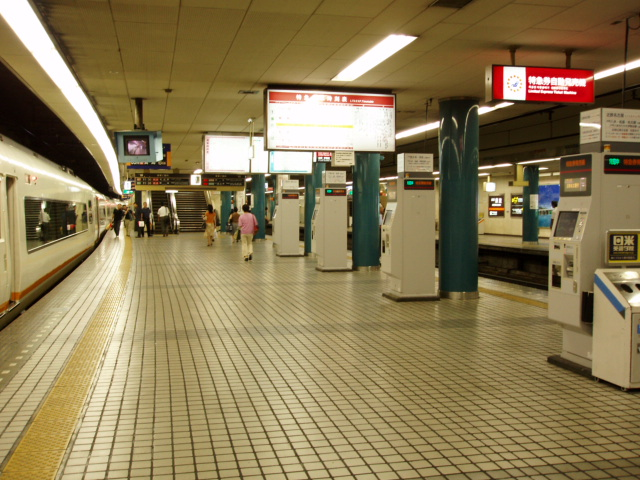
1・2番線ホーム（近鉄難波駅時代、2006年7月）
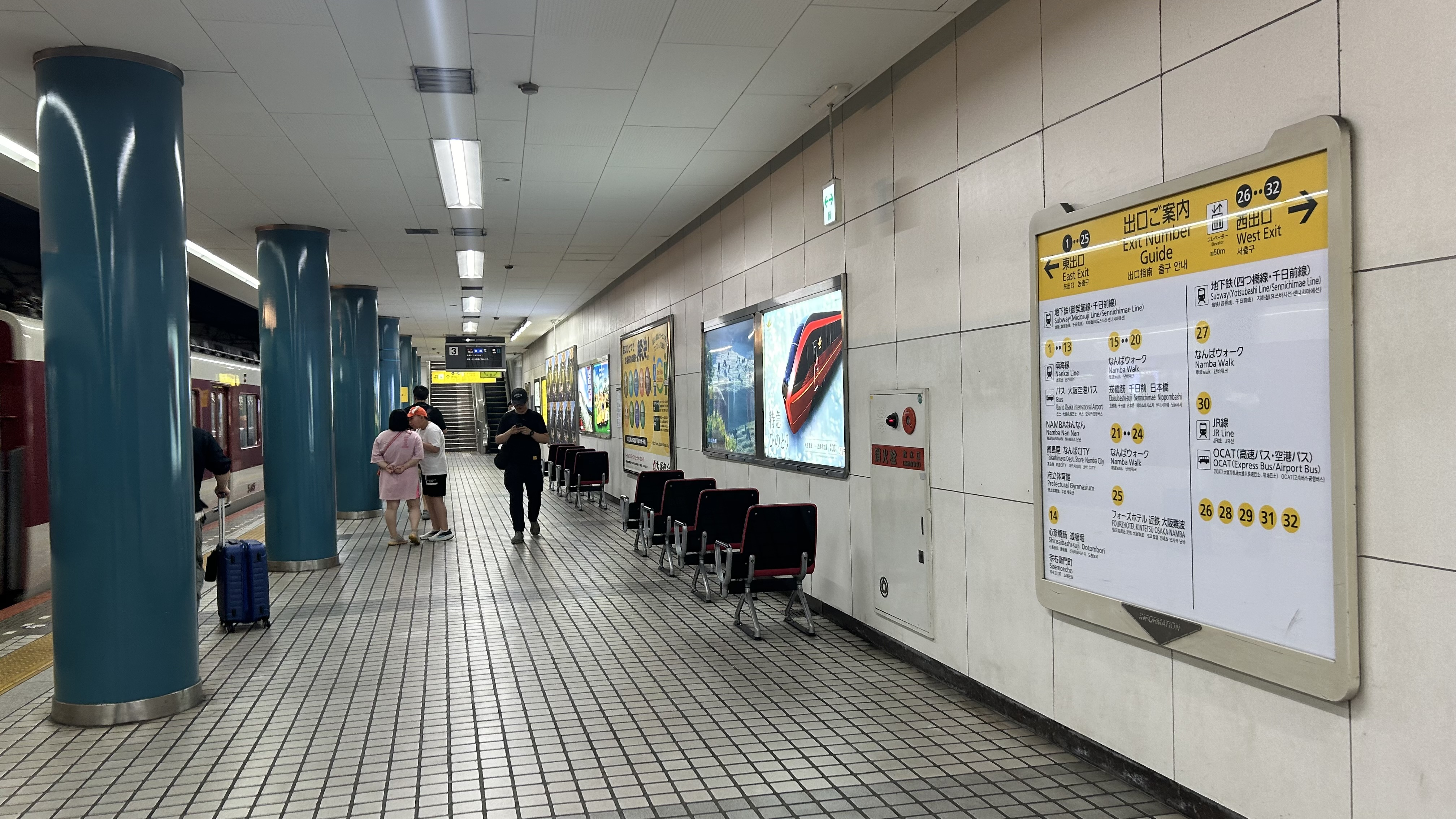
3番線ホーム（2024年6月）
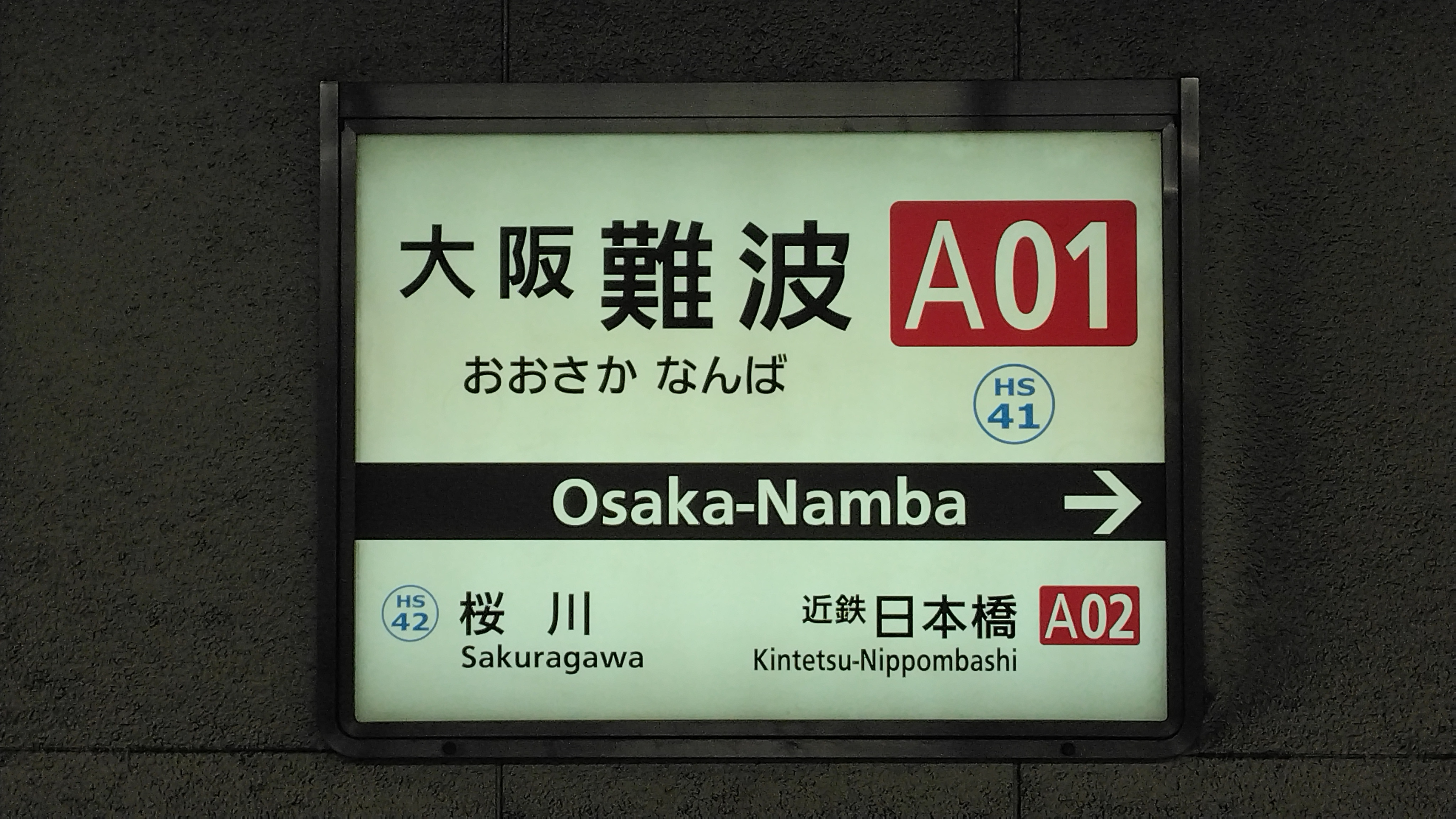
駅名標
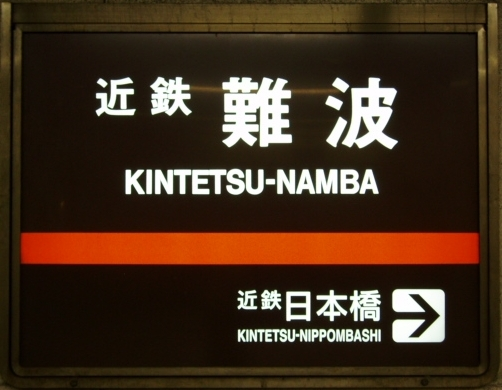
駅名標（近鉄難波駅時代、2006年5月）
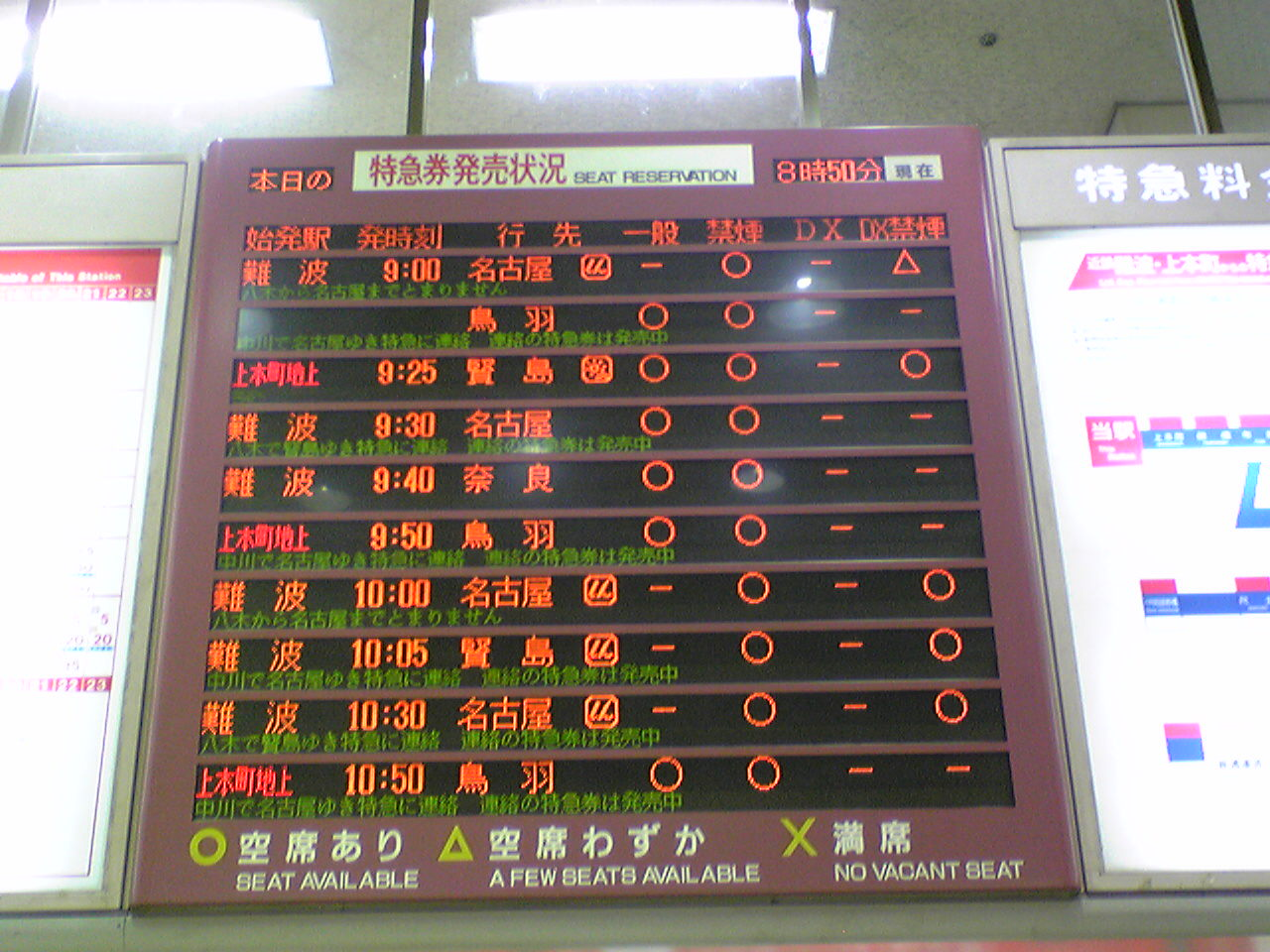
かつて特急券売り場の上にあった特急空席案内（2007年4月、現在は撤去）
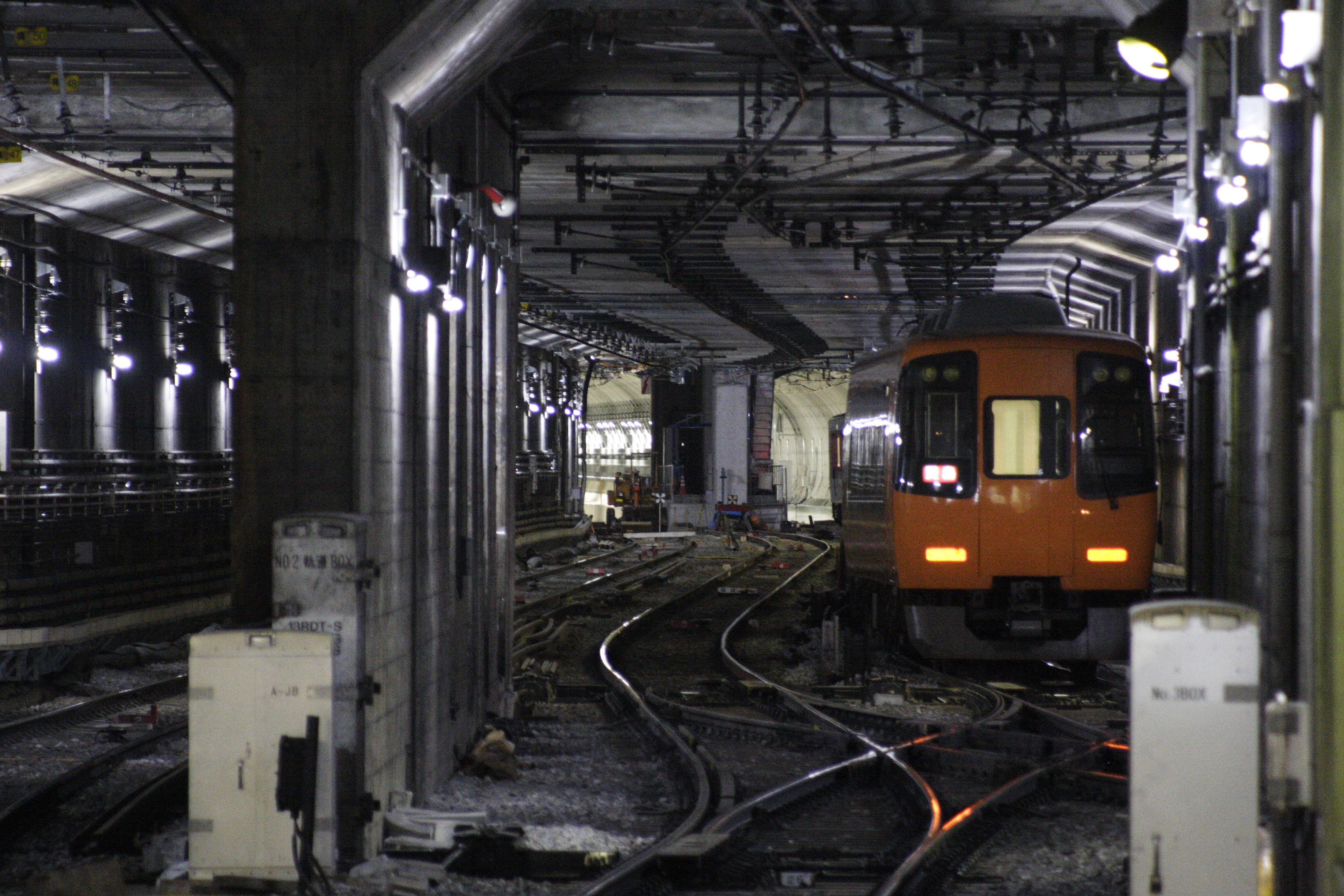
阪神なんば線開業直前の引上線の様子（現在、引上線は中央の1線のみ）

### 配線図
| ← 神戸三宮方面 桜川駅 | 大阪難波駅 鉄道配線略図 | → 奈良・名古屋・伊勢志摩方面 近鉄日本橋駅 |
| 凡例 出典:            |                         |                                           |

## ダイヤ

### 特急列車
- 日中時間帯は、毎時00分発の近鉄名古屋行き甲特急「ひのとり」、6時と7時の5分発及び10時以降の10分発の阪伊乙特急、30分発の近鉄名古屋行き乙特急「アーバンライナー」の計3本発着している。
- 阪伊特急の一部は7時と8時代の宇治山田行きと8時と9時代の賢島行き特急[11]、17時～19時台に45分発の阪伊乙特急は大阪上本町駅地上ホームからの発着であるが、6時40分発宇治山田行き特急[12]、土休日9時20分発の賢島行き甲特急と9時40分発と10時50分発の鳥羽行き特急が、20時 - 22時の毎時50分[13]は当駅から松阪、名張行きの乙特急が運行している。
- それ以上の時間帯では9時台に名阪特急と前述の阪伊甲特急と乙特急、京都行き特急「あをによし」と奈良行き特急の計6本。夕方以降は奈良行き特急が増発され、伊勢志摩方面へも賢島行き特急の代わりに鳥羽・松阪・名張行きの特急が発車することにより、日中時間帯と同様に近鉄名古屋行きの毎時00分発甲特急と30分発乙特急[注 9]と合わせて、1時間当たり5 - 6本の発車となる。2025年のダイヤ変更からは20時代に20分発の名阪乙特急が、21時代には20分発の名阪甲特急が設定され、1時間当たり6-7本となっている。

### 一般列車
当駅を境に奈良方面・尼崎方面とも「下り」となる。このため奈良方面から来た列車は上りで、阪神に直通となる列車は下りとなるが、列車番号は隣の桜川駅で変わる。阪神なんば線から来る列車は全て東花園駅以東へ直通しているが、尼崎方面行きは5時03分当駅始発の初発以外は東花園以東からの列車となる。
急行は当駅までの乗り入れとなっており、阪神なんば線方面には設定されていない。ただし、平日の阪神神戸三宮駅8:05発大阪難波行き快速急行は当駅で急行天理行きに種別変更し、そのまま近鉄線へ直通している。
日中は1時間あたり快速急行が3本、急行3本、区間準急3本、普通が6本発着する。そのうち上りは急行と普通の半数は当駅で折り返し、下りは急行と半数の普通が当駅始発電車として設定されている。
朝と夕方のラッシュ時は区間準急から準急となり、大半が当駅で折り返す。一部の快速急行が当駅始発電車及び終着として設定されているほか、阪神側からも当駅終着の快速急行が準急、普通に変更して運行する列車や終電帯には当駅終着の普通電車が到着後、回送列車もしくは一晩停泊する電車が設定されている。

## 利用状況

### 近畿日本鉄道
2024年11月12日の乗降人員は118,374人である。近鉄全駅では大阪阿部野橋駅・鶴橋駅に次いで第3位。なおこの値には阪神電鉄との直通人員を含まない。
大阪市統計書によって公表されている1日平均乗車人員については、阪神なんば線開業以降は同線との直通人員を含んでいる。
近年における1日乗降人員の推移は下表の通り。
| 年度               | 特定日利用状況 | 特定日利用状況 | 特定日利用状況 | 特定日利用状況 | 1日平均 乗車人員 | 出典       | 出典          | 出典         |
| 年度               | 調査日         | 乗車人員       | 降車人員       | 乗降人員       | 1日平均 乗車人員 | 近鉄       | 大阪府        | 大阪市       |
| ------------------ | -------------- | -------------- | -------------- | -------------- | ---------------- | ---------- | ------------- | ------------ |
| 1990年（平成02年） | 11月06日       | 106,850        | 101,757        | 208,607        |                  |            | [ 大阪府 1 ]  |              |
| 1991年（平成03年） | -              | -              | -              | -              |                  |            | [ 大阪府 2 ]  |              |
| 1992年（平成04年） | 11月10日       | 107,514        | 104,399        | 211,913        |                  |            | [ 大阪府 3 ]  |              |
| 1993年（平成05年） | -              | -              | -              | -              |                  |            | [ 大阪府 4 ]  |              |
| 1994年（平成06年） | -              | -              | -              | -              |                  |            | [ 大阪府 5 ]  |              |
| 1995年（平成07年） | 12月05日       | 103,523        | 97,783         | 201,306        |                  |            | [ 大阪府 6 ]  |              |
| 1996年（平成08年） | -              | -              | -              | -              |                  |            | [ 大阪府 7 ]  |              |
| 1997年（平成09年） | -              | -              | -              | -              |                  |            | [ 大阪府 8 ]  |              |
| 1998年（平成10年） | 11月10日       | 96,382         | 92,990         | 189,372        |                  |            | [ 大阪府 9 ]  |              |
| 1999年（平成11年） | -              | -              | -              | -              |                  |            | [ 大阪府 10 ] |              |
| 2000年（平成12年） | 11月07日       | 89,699         | 86,551         | 176,250        |                  |            | [ 大阪府 11 ] |              |
| 2001年（平成13年） | -              | -              | -              | -              | 119,680          |            | [ 大阪府 12 ] | [ 大阪市 1 ] |
| 2002年（平成14年） | -              | -              | -              | -              | 116,209          |            | [ 大阪府 13 ] | [ 大阪市 1 ] |
| 2003年（平成15年） | 11月11日       | 80,927         | 78,784         | 159,711        | 113,797          |            | [ 大阪府 14 ] | [ 大阪市 1 ] |
| 2004年（平成16年） | -              | -              | -              | -              | 110,625          |            | [ 大阪府 15 ] | [ 大阪市 1 ] |
| 2005年（平成17年） | 11月08日       | 82,216         | 79,460         | 161,676        | 109,048          |            | [ 大阪府 16 ] | [ 大阪市 1 ] |
| 2006年（平成18年） | -              | -              | -              | -              | 106,418          |            | [ 大阪府 17 ] | [ 大阪市 1 ] |
| 2007年（平成19年） | -              | -              | -              | -              | 104,722          |            | [ 大阪府 18 ] | [ 大阪市 1 ] |
| 2008年（平成20年） | 11月18日       | 78,134         | 74,803         | 152,937        | 103,004          |            | [ 大阪府 19 ] | [ 大阪市 1 ] |
| 2009年（平成21年） | -              | -              | -              | -              | 107,306          |            | [ 大阪府 20 ] | [ 大阪市 1 ] |
| 2010年（平成22年） | 11月09日       | 71,481         | 68,847         | 140,328        | 106,495          | [ 近鉄 1 ] | [ 大阪府 21 ] | [ 大阪市 1 ] |
| 2011年（平成23年） | -              | -              | -              | -              | 103,696          |            | [ 大阪府 22 ] | [ 大阪市 1 ] |
| 2012年（平成24年） | 11月13日       | 67,658         | 66,200         | 133,858        | 103,046          | [ 近鉄 2 ] | [ 大阪府 23 ] | [ 大阪市 1 ] |
| 2013年（平成25年） | -              | -              | -              | -              | 103,564          |            | [ 大阪府 24 ] | [ 大阪市 1 ] |
| 2014年（平成26年） | -              | -              | -              | -              | 101,025          |            | [ 大阪府 25 ] | [ 大阪市 1 ] |
| 2015年（平成27年） | 11月10日       | 68,397         | 68,141         | 136,538        | 102,816          | [ 近鉄 3 ] | [ 大阪府 26 ] | [ 大阪市 1 ] |
| 2016年（平成28年） | -              | -              | -              | -              | 102,344          |            | [ 大阪府 27 ] | [ 大阪市 1 ] |
| 2017年（平成29年） | -              | -              | -              | -              | 102,425          |            | [ 大阪府 28 ] | [ 大阪市 1 ] |
| 2018年（平成30年） | 11月13日       | 67,630         | 66,658         | 134,288        | 101,677          | [ 近鉄 4 ] | [ 大阪府 29 ] | [ 大阪市 1 ] |
| 2019年（令和元年） | -              | -              | -              | -              | 101,743          |            | [ 大阪府 30 ] | [ 大阪市 2 ] |
| 2020年（令和02年） | -              | -              | -              | -              | 67,424           |            | [ 大阪府 31 ] | [ 大阪市 3 ] |
| 2021年（令和03年） | 11月09日       | 50,838         | 50,354         | 101,192        | 71,088           | [ 近鉄 5 ] | [ 大阪府 32 ] | [ 大阪市 4 ] |
| 2022年（令和04年） | 11月08日       | 54,505         | 53,863         | 108,368        | 81,909           | [ 近鉄 6 ] | [ 大阪府 33 ] | [ 大阪市 5 ] |
| 2023年（令和05年） | 11月07日       | 56,726         | 56,242         | 112,968        | 87,419           | [ 近鉄 7 ] | [ 大阪府 34 ] | [ 大阪市 6 ] |
| 2024年（令和06年） | 11月12日       |                |                | 118,374        |                  | [ 近鉄 8 ] |               |              |

### 阪神電気鉄道
2023年11月平均の当駅乗降人員は36,293人、近鉄線内への直通人員は34,386人である。当駅乗降人員は阪神全駅中、西九条駅に次ぐ7位。当駅乗降・直通人員を合算すると70,679人となり、これは阪神線内3位の甲子園駅を上回る数値である。
各年度の11月平均利用状況は下表の通り。
| 年度               | 当駅利用 | 当駅利用 | 当駅利用 | 当駅利用 | 近鉄直通 | 近鉄直通 | 近鉄直通 | 出典       |
| 年度               | 乗車人員 | 降車人員 | 乗降人員 | 順位     | 乗車人員 | 降車人員 | 乗降人員 | 出典       |
| ------------------ | -------- | -------- | -------- | -------- | -------- | -------- | -------- | ---------- |
| 2019年（令和元年） | 16,880   | 17,978   | 34,858   | 7位      | 18,147   | 16,965   | 35,112   | [ 阪神 1 ] |
| 2020年（令和02年） | 12,205   | 12,956   | 25,161   | 10位     | 13,509   | 12,391   | 25,900   | [ 阪神 2 ] |
| 2021年（令和03年） | 12,751   | 14,161   | 26,912   | 10位     | 14,755   | 13,915   | 28,670   | [ 阪神 3 ] |
| 2022年（令和04年） | 14,724   | 15,679   | 30,403   | 8位      | 16,074   | 14,971   | 31,045   | [ 阪神 4 ] |
| 2023年（令和05年） | 17,286   | 19,007   | 36,293   | 7位      | 18,063   | 16,323   | 34,386   | [ 阪神 5 ] |

#### 年次・年度別利用状況
大阪府・大阪市それぞれが公表しているデータによると、開業後各年の1日平均（全期間対象）利用状況は下表の通り。
2010〜2016年度の府の統計では近鉄直通人員を含んでおり、市の統計及びその他の年度における府の統計では直通人員を含んでいない。
| 年次/年度          | 各年次   | 各年次   | 各年次   | 各年度 乗車人員 | 出典          | 出典         |
| 年次/年度          | 乗車人員 | 降車人員 | 乗降人員 | 各年度 乗車人員 | 大阪府        | 大阪市       |
| ------------------ | -------- | -------- | -------- | --------------- | ------------- | ------------ |
| 2008年（平成20年） |          |          |          | 14,596          | [ 大阪府 19 ] | [ 大阪市 1 ] |
| 2009年（平成21年） | 9,855    | 9,806    | 19,661   | 10,615          | [ 大阪府 20 ] | [ 大阪市 1 ] |
| 2010年（平成22年） | 21,295   | 22,140   | 43,435   | 9,851           | [ 大阪府 21 ] | [ 大阪市 1 ] |
| 2011年（平成23年） | 21,422   | 22,261   | 43,683   | 9,935           | [ 大阪府 22 ] | [ 大阪市 1 ] |
| 2012年（平成24年） | 25,854   | 25,246   | 51,100   | 11,889          | [ 大阪府 23 ] | [ 大阪市 1 ] |
| 2013年（平成25年） | 26,339   | 26,831   | 53,170   | 12,571          | [ 大阪府 24 ] | [ 大阪市 1 ] |
| 2014年（平成26年） | 27,482   | 27,019   | 54,501   | 12,984          | [ 大阪府 25 ] | [ 大阪市 1 ] |
| 2015年（平成27年） | 29,605   | 29,039   | 58,644   | 13,986          | [ 大阪府 26 ] | [ 大阪市 1 ] |
| 2016年（平成28年） | 30,507   | 30,618   | 61,125   | 15,140          | [ 大阪府 27 ] | [ 大阪市 1 ] |
| 2017年（平成29年） | 14,924   | 15,638   | 30,562   | 15,311          | [ 大阪府 28 ] | [ 大阪市 1 ] |
| 2018年（平成30年） | 15,790   | 16,866   | 32,656   | 16,082          | [ 大阪府 29 ] | [ 大阪市 1 ] |
| 2019年（令和元年） | 16,298   | 18,030   | 34,328   | 16,337          | [ 大阪府 30 ] | [ 大阪市 2 ] |
| 2020年（令和02年） | 13,650   | 14,524   | 28,174   | 12,122          | [ 大阪府 31 ] | [ 大阪市 3 ] |
| 2021年（令和03年） | 12,639   | 13,414   | 26,053   | 11,595          | [ 大阪府 32 ] | [ 大阪市 4 ] |
| 2022年（令和04年） | 13,488   | 14,976   | 28,464   | 13,472          | [ 大阪府 33 ] | [ 大阪市 5 ] |
| 2023年（令和05年） | 16,101   | 17,150   | 33,251   | 15,967          | [ 大阪府 34 ] | [ 大阪市 6 ] |

## その他
- 広告・宣伝上、当駅はOsaka Metroや南海電気鉄道と同じく平仮名で「なんば」と表記していた時期もあった[注 13]。2004年に近鉄全線で正式駅名での表記に改めてから、平仮名表記は見られなくなったが、その後「近鉄難波（なんば）」と括弧書きした表記も見られた。
  - 近鉄難波駅時代は社名を略して「難波」の部分のみを表記していたが、改称後は順次「大阪難波」の表記に改められている。
- 近鉄において、他社線との中間改札がない共同使用駅を近鉄が管轄しているのはこの駅のみである[注 14]。この駅で配布される携帯時刻表の表題は「近鉄発車時刻表」となっている。
- 近鉄では最西端の駅である（最東端と最北端は近鉄名古屋駅、最南端は賢島駅）。阪神では最東端の駅である（最西端と最南端は西代駅、最北端は西宮駅）[注 15]。
- 駅長が置かれ、当駅と近鉄日本橋駅を管理している[15]。
- 列車の発車時には、特急であっても合図のブザーのみで近鉄名古屋駅のようなメロディは流れていないが、名古屋行き甲特急『ひのとり』、火曜以外に1往復設定されている賢島行き『しまかぜ』、木曜以外に1往復設定されている京都行き『あをによし』のみ、専用の発車メロディが流れる（ひのとり・しまかぜの発車メロディは近鉄名古屋駅のショートバージョン）。この発車メロディは近鉄公式YouTubeで公開されている[16]。
- 阪神電鉄で難波を名乗る駅は、1975年まで尼崎市の阪神国道線に難波停留所があった。但し、読みは「なんば」ではなく「なにわ」だった。
- 当駅で終点となる列車は引き上げ線に回送されるが、その際の車内に残った客の有無や忘れ物等の見回りを行うのは駅員ではなく車掌である[注 16]。

## 駅周辺
難波新地（現・中央区難波）の概ね中央、御堂筋と千日前通が交わる難波交差点に近接し、大阪ミナミの繁華街が広がっている。
東改札側
- 道頓堀
  - 戎橋
  - 大阪松竹座

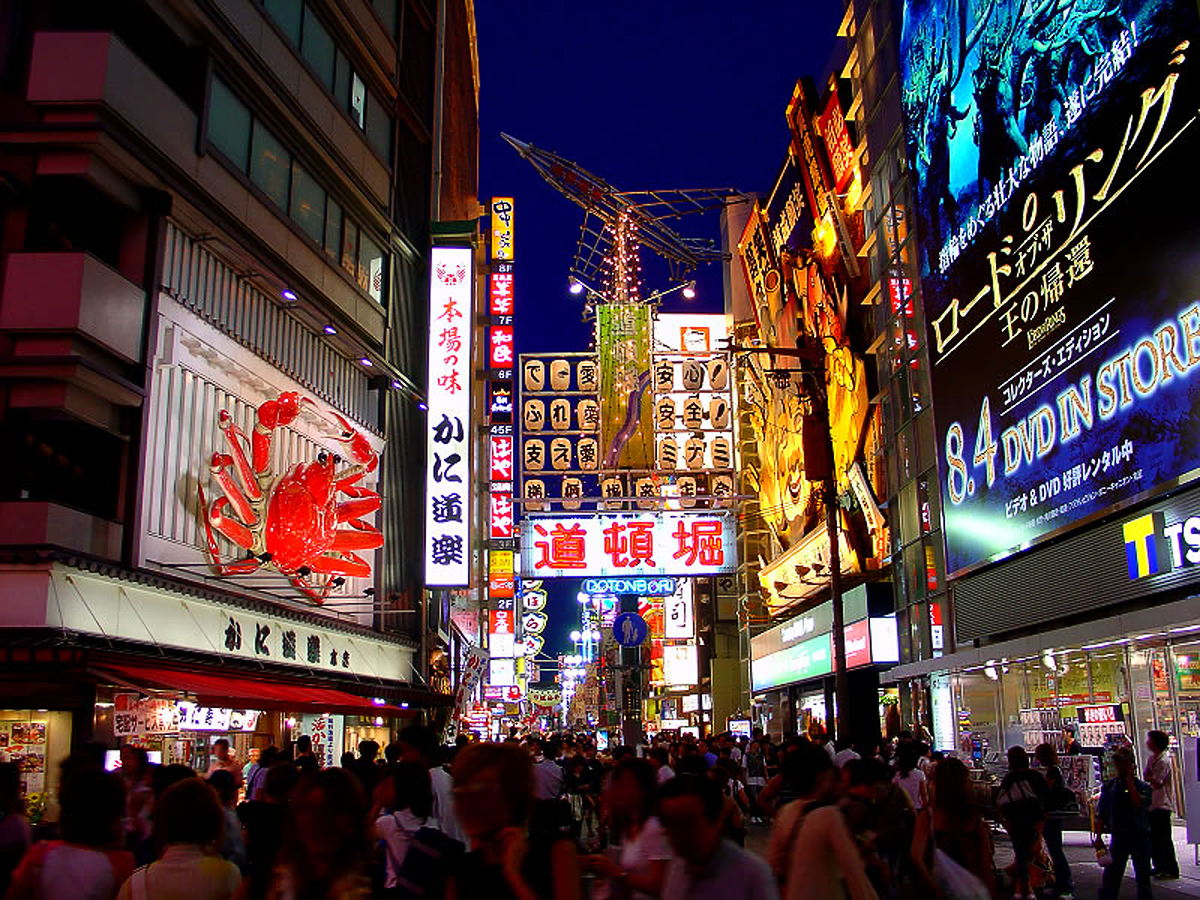
道頓堀

  - ニュージャパン観光（CABANA, LADYS SAUNA, SPA PLAZA）
- 戎橋筋商店街・心斎橋筋商店街
  - 蓬萊 本店
  - りくろーおじさんの店 なんば本店
- 宗右衛門町
- ドン・キホーテ 道頓堀店・道頓堀御堂筋店
- ナンバヒップス
- なんばウォーク
- 東宝南街ビル
  - なんばマルイ
  - TOHOシネマズ なんば・本館
- エディオンなんば本店
- エスカールなんば
- 四海楼 本店
- 髙島屋大阪店
- 御堂筋グランドビル
  - あおぞら銀行 大阪支店
  - 百五銀行 大阪営業部
  - ハローワークプラザなんば・関西就職サポートセンター
    - かつては大阪近鉄バファローズ球団事務所もここにあった。
    - また、近鉄不動産本社も同ビルにあったが、2010年8月に上本町YUFURAへ移転した。
- 近鉄難波ビル
  - 野村證券 なんば支店
- 南都銀行 大阪支店
- 法善寺

西改札側
- 道頓堀
  - 大黒橋
  - 湊町リバープレイス
- 大阪シティエアターミナル（OCAT）
  - 大阪宝くじドリーム館
  - 近鉄バスの案内表記では「近鉄なんば駅西口（OCATビル）」と表記している。
- マルイト難波ビル
  - ライフ なんば店
  - ダイキ なんば店
  - ジュンク堂書店 難波店
  - ホテルモントレ グラスミア大阪（山王美術館）
- グラムール美容専門学校
- 代々木ゼミナール 大阪南校
- 四谷学院 なんば校
- 東京リーガルマインド 難波駅前本校
- 産経新聞大阪本社
- 富永病院
- 近鉄新難波ビル

### バス停
- 大阪シティバス
  - 賑橋（にぎわいばし）
    - 73号系統：桃谷駅前・大池橋・杭全・地下鉄平野 経由 出戸バスターミナル行 / なんば行
    - 60号系統：なんば行

  - 戎橋（えびすばし）
    - 73号系統：桃谷駅前・大池橋・杭全・地下鉄平野経由 出戸バスターミナル行 / なんば行

その他、なんば界隈を発着するバスなどは難波駅（南海）・大阪シティエアターミナル・JR難波駅を参照。

## 隣の駅
近畿日本鉄道
A 難波線（奈良線）
- □特急停車駅・発着駅（定期列車は大阪上本町方のみの運転）

■快速急行・■準急・■区間準急・■普通
（阪神なんば線） - 大阪難波駅（A01） - 近鉄日本橋駅（A02）
■急行
大阪難波駅（A01） - 近鉄日本橋駅（A02）
阪神電気鉄道
阪神なんば線
■快速急行・■準急・■区間準急・■普通
（近鉄難波線） - 大阪難波駅（HS 41） - 桜川駅（HS 42）